# Maurice Callot (1921)
Maurice Callot – francuski oceaniczny okręt podwodny (podwodny stawiacz min) z okresu okresu międzywojennego. Został zwodowany 26 marca 1921 roku w stoczni Forges et Chantiers de la Gironde w Bordeaux, a ukończono go w 1922 roku. Okręt służył w Marine nationale do 1936 roku. 

## Projekt i budowa
„Maurice Callot” zamówiony został na podstawie programu rozbudowy floty francuskiej z 1917 roku. Był pierwszym zaprojektowanym i zbudowanym we Francji podwodnym stawiaczem min.
„Maurice Callot” zbudowany został w stoczni Forges et Chantiers de la Gironde w Bordeaux. Stępkę okrętu położono w maju 1917 roku, a zwodowany został 26 marca 1921 roku. Okręt otrzymał nazwę na cześć francuskiego dowódcy okrętu podwodnego „Pluviôse” Maurice’a Callota, w katastrofie którego zginął w 1910 roku.

## Dane taktyczno–techniczne
„Maurice Callot” był oceanicznym okrętem podwodnym o konstrukcji dwukadłubowej. Długość całkowita wynosiła 75,5 metra, szerokość 6,7 metra i zanurzenie 3,57 metra. Wyporność w położeniu nawodnym wynosiła 931 ton, a w zanurzeniu 1298 ton. Okręt napędzany był na powierzchni przez dwa dwusuwowe silniki Diesla Schneider o łącznej mocy 2900 koni mechanicznych (KM). Napęd podwodny zapewniały dwa silniki elektryczne o łącznej mocy 1640 KM. Dwuśrubowy układ napędowy pozwalał osiągnąć prędkość 16,5 węzła na powierzchni i 10,5 węzła w zanurzeniu. Zasięg wynosił 2800 Mm przy prędkości 11 węzłów w położeniu nawodnym oraz 118 Mm przy prędkości 5 węzłów pod wodą.
Głównym uzbrojeniem okrętu było 27 min, które umieszczone były początkowo wewnątrz kadłuba sztywnego (systemu Lebeufa). Uzbrojenie uzupełniało sześć wyrzutni torped kalibru 450 mm (cztery wewnętrzne na dziobie i dwie na rufie), z łącznym zapasem 8 torped oraz pokładowe działo kal. 75 mm. Załoga okrętu składała się z 3 oficerów oraz 45 podoficerów i marynarzy.

## Przebieg służby
„Maurice Callot” został wcielony do służby w Marine nationale w 1922 roku. Jednostka nie otrzymała numeru taktycznego. W trakcie służby zmodyfikowano układ minowy okrętu: zmieniono system stawiania min Lebeufa na system Fenaux, w którym miny były przechowywane w szybach umieszczonych w zewnętrznych zbiornikach balastowych, z bezpośrednim mechanizmem zwalniającym. Okręt zakończył służbę w 1936 roku i został skreślony z listy floty.